# Associazione Calcio Verona 1943-1944
Questa voce raccoglie le informazioni riguardanti l'Associazione Calcio Verona nelle competizioni ufficiali della stagione 1943-1944.

## Stagione
La squadra scaligera prende parte al Campionato Alta Italia terminando seconda nel girone B veneto, dietro al Vicenza, e qualificandosi per le finali regionali perse poi con il Venezia.
Ottenuto l'accesso alle semifinali interregionali, la squadra si ritira dalla competizione.
Miglio marcatore stagionale è stato Guido Tavellin con 7 reti. A seguire Pernigo con 5, Cordioli con 3, Pellicari  con 2 e Lodi e Menegotti con 1.

## Rosa
| N. |                   | Ruolo | Calciatore         |
| -- | ----------------- | ----- | ------------------ |
|    | Italia (bandiera) | P     | Renato Manzini     |
|    | Italia (bandiera) | D     | Emilio Carton      |
|    | Italia (bandiera) | D     | Giulio Fenzi       |
|    | Italia (bandiera) | D     | Rino Mantovani     |
|    | Italia (bandiera) | D     | Giulio Pellicari   |
|    | Italia (bandiera) | D     | Pinotti            |
|    | Italia (bandiera) | C     | Orfeo Bellesini    |
|    | Italia (bandiera) | C     | Flavio Cecconi     |
|    | Italia (bandiera) | C     | Luigi Cingolani    |
|    | Italia (bandiera) | C     | Domenico Franchini |

| N. |                   | Ruolo | Calciatore        |
| -- | ----------------- | ----- | ----------------- |
|    | Italia (bandiera) | C     | Eliseo Lodi       |
|    | Italia (bandiera) | C     | Mario Mascalzoni  |
|    | Italia (bandiera) | C     | Enzo Menegotti    |
|    | Italia (bandiera) | C     | Antonio Trevisani |
|    | Italia (bandiera) | C     | Giuseppe Zenari   |
|    | Italia (bandiera) | A     | Mario Cordioli    |
|    | Italia (bandiera) | A     | Manzini           |
|    | Italia (bandiera) | A     | Francesco Pernigo |
|    | Italia (bandiera) | A     | Guido Tavellin    |